# 小野田隆 (実業家)
小野田 隆（おのだ たかし、1932年9月30日 - 2018年4月30日）は、日本の経営者。住友海上火災保険社長を務めた。

## 来歴・人物
神奈川県出身。1955年に東京大学法学部私法学科を卒業し、同年に住友海上火災保険(現在の三井住友海上火災保険)に入社。1983年7月に取締役に就任し、1985年2月に常務、1988年6月に専務を経て、1989年6月に副社長に就任し、1990年10月には社長に昇格。1998年6月に会長に就任し、2001年6月には相談役に就任。
2012年4月に旭日重光章を受章。
2018年4月30日に心不全のために死去。85歳没。